# Literatura modernista

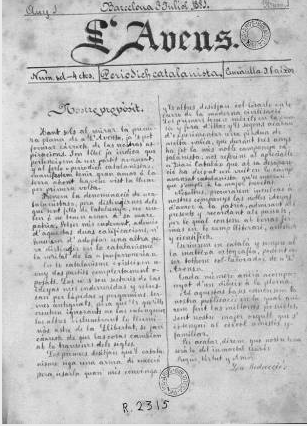
Portada del primer número de l'Avenç

La literatura modernista o el Modernisme literari és un moviment que es donà a Catalunya a la darrera dècada del segle xix i durant la primera del xx.
Rep el nom d'Art Nouveau a altres països. Segons uns autors és una evolució del simbolisme francès, segons d'altres és un estil hispanoamericà de finals del segle xix.

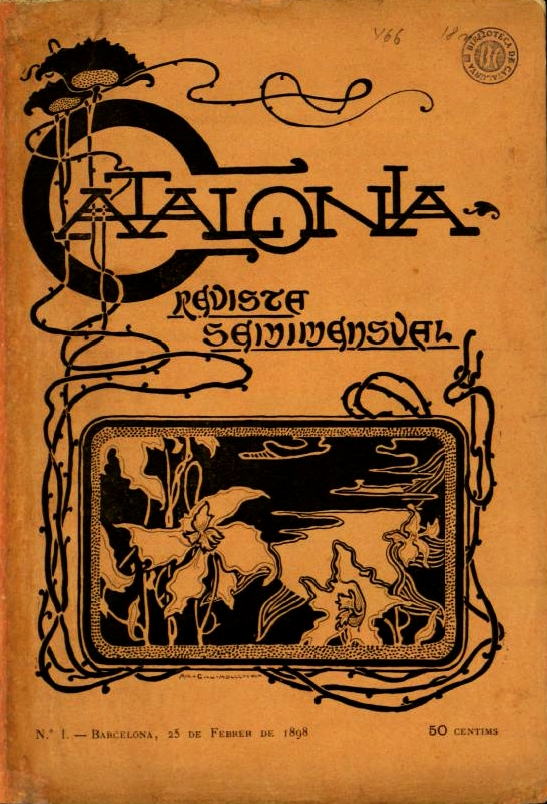
Portada de la revista "Catalònia"

Les seves característiques principals són l'afany per la musicalitat, la presència de la natura i d'al·lusions als sentits, i la recerca de la bellesa perfecta, sobretot en l'àmbit formal, per fugir d'una realitat hostil. L'artista es considera un bohemi que viu la veritable existència, la del plaer i la bellesa, lluny de les obligacions quotidianes.
A Catalunya, el Modernisme té un significat especial, perquè adquireix una dimensió reformadora i revolucionària. No es tracta sols de modernitzar, sinó també de contraposar-se a una societat immobilista i antiquada. D'aquesta manera, el Modernisme es converteix en una eina transformadora i s'insereix en una realitat social. L'objectiu principal era situar la cultura catalana a escala europea. També, presentava una reacció contrària a l'estètica i els plantejaments de la Renaixença.
El Modernisme s'explica, en part, per la situació de canvi de la societat catalana de l'últim quart del segle xix. La industrialització havia generat una burgesia econòmicament forta i ideològicament conservadora. Alguns membres d'aquesta classe social, fills de la generació anterior, s'inclinaren cap als oficis artístics i literaris, com una manifestació més de la modernització que els impulsava i oposant-se a la voluntat paterna. La tria de l'art com un ofici comportà presentar-lo com una activitat digna i fruit d'una vocació: es contraposava el materialisme burgès amb l'idealisme de l'artista, que concebia l'art com una necessitat íntima, sense pensar en la compensació econòmica. Per tant, el Modernisme proposà una nova relació entre l'artista i la societat.
Entre les diverses tendències estètiques hi ha el regeneracionisme (l'art com a eina per transformar la realitat) i l'esteticisme (l'art és el refugi de l'artista). Els artistes regeneracionistes, també anomenats naturalistes, miraven de presentar la realitat tal com era per provocar una transformació. S'enfrontaven a la problemàtica social, de manera col·lectiva o individual.
La poesia modernista rebutjava la tradició jocfloralesca i enllaçà, bàsicament, amb els corrents poètics europeus en voga: simbolisme, decadentisme, parnassianisme, etc. Així, a Catalunya es desenvoluparen dues tendències principals: una de més formalista, que té com a representants Jeroni Zanné i  Guillem Tell i Lafont, i una de més espontània, que té com a màxim representant Joan Maragall. L'obra poètica de Maragall es caracteritza per l'enaltiment de la vida i per la descripció d'experiències vitals, mitjançant una poesia emotiva i directa i un lèxic senzill i entenedor.
La novel·la modernista significa la superació de la manca d'una tradició sòlida en aquest gènere i l'intent de trobar una tècnica narrativa adequada i un llenguatge eficaç. Oposant-se en part a l'estètica realista, recreà ambients vagues i suggeridors, presentà individus rebels amb voluntat de transformar l'entorn i oferí tot un món de símbols definidors de la realitat adversa que envolta el personatge. Concretament, en el camp de la narrativa, destaca la novel·la rural, que mostra un home enfrontat a la natura; de fet, presenta les preocupacions ètiques del modernisme lligades a la interrelació entre l'home i el medi. D'altra banda, hi ha la novel·la decadentista (reproducció dels efectes de la realitat sobre l'artista) i la novel·la costumista, que és un retrat de la societat del moment. Algunes de les novel·les modernistes més representatives són Solitud de Víctor Català, i Els sots feréstecs de Raimon Casellas.
Finalment, el teatre modernista manifestà el canvi d'estètica que es produí damunt dels escenaris per tal de connectar amb el teatre europeu. En aquest nou teatre s'observen dues grans tendències: el teatre ideològic, que té com a model l'escriptor noruec Ibsen i que veiem representat en obres de Joan Puig i Ferreter o d'Ignasi Iglésias, i el teatre simbolista, que parteix de les creacions del belga Maeterlinck i que queda plasmat en les obres de Santiago Rusiñol o d'Adrià Gual.